# 何必麟
何必麟（1558年—？），字瑞卿，號用郊，直隸安慶府太湖縣人，民籍，明朝政治人物。

## 生平
萬曆十年（1582年）壬午科應天鄉試第三十五名舉人，十一年（1583年）聯捷癸未科會試第六十名，三甲第七十四名進士。都察院觀政，本年授福建建阳县知县，十四年被逮问罪，本年遣戍廣州，卒。

## 家族
曾祖何杏；祖父何炌；父何延，母彭氏。